# Ułachan-Bom
Ułachan-Bom (ros. Улахан-Бом) – pasmo górskie w azjatyckiej części Rosji, w Jakucji i Kraju Chabarowskim. Stanowi przedłużenie Gór Wierchojańskich w kierunku południowym. Jest równoległe do pasma Sette-Daban i ciągnie się na długości około 520 (400) km.  Od zachodu ogranicza je dolina Ałdanu, od wschodu pasmo Sette-Daban, od północy rzeka Tompo, a od południa rzeka Judoma. 
Najwyższy szczyt (bez nazwy) ma wysokość 1830 m n.p.m.
Średnia temperatura w styczniu wynosi – 40 °С, w lipcu +14 °C.
Pasmo porośnięte do wysokości 1000 m tajgą modrzewiową, wyżej limba syberyjska i tundra górska. Pocięte na krótsze pasma dopływami Ałdanu.
Jego przedłużeniem na południe jest pasmo Czełat (1386 m).